# Ove Flindt-Bjerg
Ove Flindt-Bjerg (Aalborg, 21 luglio 1948) è un allenatore di calcio ed ex calciatore danese, di ruolo attaccante.

## Biografia
È il padre di Christian Flindt-Bjerg, calciatore professionista.

## Carriera

### Giocatore

#### Club
Flindt-Bjerg cominciò la carriera con la maglia dell'Aalborg, per poi passare agli austriaci dell'Innsbruck. Seguì un'esperienza ai tedeschi del Karlsruhe, prima di ritornare all'Aalborg.
In seguito, militò nelle file degli statunitensi dei San Jose Earthquakes. Ritornato in Europa, giocò con la casacca del VÖEST Linz, prima di rientrare in patria per chiudere la carriera con Nørresundby e Aalborg.

#### Nazionale
Flindt-Bjerg disputò 8 partite per la Danimarca under 21, con una rete all'attivo. Conta poi 18 presenze e una rete per la Nazionale maggiore: esordì il 7 luglio 1970, nel pareggio a reti inviolate contro l'Islanda. L'unica marcatura arrivò l'11 maggio 1976, nella vittoria per 2-1 sulla Svezia.

### Allenatore
Flindt-Bjerg fu allenatore dei giapponesi degli Urawa Red Diamonds, per poi guidare il Bregenz. Fu successivamente tecnico del Wörgl, degli islandesi del KÍ Klaksvík e dei norvegesi dell'Odd Grenland.

## Palmarès

### Giocatore

#### Competizioni nazionali
- Coppa di Danimarca: 1

Aalborg: 1969-1970
- Campionato austriaco: 3

Wacker Innsbruck: 1971-1972, 1972-1973, 1974-1975
- Coppa d'Austria: 2

Wacker Innsbruck: 1972-1973, 1974-1975

#### Competizioni internazionali
- Coppa Mitropa: 2

Wacker Innsbruck: 1974-1975, 1975-1976
- Coppa Piano Karl Rappan: 1

Wacker Innsbruck: 1975